# Onneca Garcés de Pamplona
Onneca u Oneca Garcés de Pamplona (c.838 ¿Pamplona? - c.895 ¿Huesca?) fue una condesa consorte de Aragón. Hija de García Íñiguez de Pamplona y de su esposa Urraca, se casó con el conde de Aragón Aznar II Galíndez. Tuvieron la siguiente descendencia:
- Galindo II Aznárez, su sucesor[2]
- Sancha Aznárez, casada con Muhammad al Tawil, valí de Huesca[2]
- García Aznar[2]